# Керкіра (ном)
Керкіра (грец. Κέρκυρα), також Корфу — ном в Греції, що належить до групи Іонічних островів. Складається з  острову Керкіра та декількох маленьких островів, розташованих поруч з головним островом. Столиця — Керкіра. Центр туризму на Іонічному морі.

## Муніципалітети і комуни
| Муніципалітет | YPES код | Місцева влада (якщо відрізняється) | Поштовий код | Тел. код |
| ------------- | -------- | ---------------------------------- | ------------ | -------- |
| Ахілліо       | 2602     | Гастурі                            | 490 84       | 26610-39 |
| Айос-Георгіос | 2601     | Аргос                              | 490 83       | 26630-7  |
| Керкіра       | 2607     |                                    | 491 00       | 26610    |
| Есперіон      | 2604     | Велонадес                          | 490 81       | 26630-7  |
| Феекес        | 2616     | Іпсос                              | 490 83       | 26610-97 |
| Кассопея      | 2606     | Гімарі                             | 491 00       | 26630-91 |
| Коріссія      | 2608     | Аргірадес                          | 490 80       | 26620-5  |
| Лефкіммі      | 2609     |                                    | 490 80       | 26620-2  |
| Мелітіїс      | 2611     | Мораїтіка                          | 490 81       | 26610-7  |
| Палеокастриця | 2613     | Лаконес                            | 490 83       | 26630-4  |
| Парелії       | 2615     | Коккіні                            | 491 00       | 26610-9  |
| Паксі         | 2614     | Геос                               | 490 82       | 26620-3  |
| Тіналі        | 2605     | Німфес                             | 491 00       | 26630-63 |
| Комуна        | YPES код | Місцева влада (якщо відрізняється) | Поштовий код | Тел. код |
| Ерікусса      | 2603     |                                    | 491 00       | 26630-7  |
| Матракі       | 2610     |                                    | 491 00       | 26630-71 |
| Отоні         | 2612     |                                    | 491 00       | 26630-71 |

| Греція | Це незавершена стаття з географії Греції. Ви можете допомогти проєкту, виправивши або дописавши її. |